# Orientierungstag (Ausbildung)
Orientierungstag bzw. Orientierungtage ist die in der Jugendbildung und Jugendarbeit übliche Bezeichnung für eine ein- oder mehrtägige Veranstaltung für Schulklassen, bei der die Inhalte teilnehmerzentriert sind und von der jeweiligen Gruppe selbst festgelegt werden. 
Zielsetzung ist dabei, den jungen Menschen Zeit, Raum und Rahmen für Orientierung außerhalb des (Schul-)Alltags zu schaffen. Zudem sollen die Jugendlichen und jungen Erwachsenen die Gelegenheit erhalten, aktuelle und zukünftige Lebensthemen anzusprechen. Die Schulklassen sollen die Klassengemeinschaft als Ressource für den Schulalltag kennen und schätzen lernen und sich für ihre Stärkung einsetzen. Ein Kennenlernen der Klassenkameraden und der Lehrer in einem anderen Kontext soll ermöglicht werden. Dadurch werden Vorurteile bewusst gemacht, reflektiert und abgebaut.
Mitunter wird der Begriff aber auch im universitären Bereich gebraucht, als Titel für Veranstaltung für Studieninteressierte.